# Norges håndboldlandshold (damer)
Norges håndboldlandshold for damer er Norges håndboldlandshold, der hører under Norges Håndballforbund og har haft Thorir Hergeirsson som landstræner, siden han i 2009 overtog posten efter Marit Breivik og indtil slutningen af 2024. Norge været i 27 mesterskabsfinaler, senest ved EM i 2024, og betragtes som det bedste kvindelige nationale håndboldhold nogensinde.
Norges håndboldlandshold er det eneste hold i håndboldhistorien, der har vundet EM i håndbold fire gange i træk; det har samlet vundet mesterskabet ti gange. I 2011 blev holdet det andet, der var regerende mestre i alle de tre store turneringer (OL, VM og EM), da det som OL-mester fra OL 2008 og europamester fra 2008 vandt VM; kun Danmark havde tidligere præsteret dette. Norge gentog bedriften, da holdet vandt VM 2015 efter at have vundet OL-guld i 2012 og EM 2014.

## Historie
Det norske kvindelandshold har været blandt den absolutte verdenselite i håndbold for kvinder, siden gennembruddet ved verdensmesterskabet i 1986, hvor holdet vandt en bronzemedalje. Siden da har Norge vundet ni europamesterskaber og fire verdensmesterskaber. Norge har været i fire OL-finaler og tre bronzefinaler. De vandt deres første OL-guldmedalje ved Sommer-OL 2008 i Beijing. og London i 2012. Norge er det mest succesrige landshold nogensinde ved europamesterskaberne, efter at have vundet 9 guld, tre sølv og én bronze-guldmedalje i i de i alt 15 EM-slutrunder der har været spillet. EM-slutrunderne i 2000 og 2018 er de eneste gange, landsholdet er endt uden for top tre ved mesterskabet.

### Årene 1946-1983
Den allerførste kamp for det norske kvindelandshold, var mod Sverige i 1946, blev mødt med stor offentlig interesse. Kampen endte 2-5 til Sverige. I løbet af 50'erne og 60'erne havde kvindehåndbold en relativt lav interesse i Norge. Landsholdet deltog jævnligt ved de skandinaviske mesterskaber, og de kvalificerede sig til verdensmesterskaberne i 1971, 1973, 1975 og 1982, hvor de blev nummer 7 to gange og 8 to gange.

### Jacobsens periode i 1984–1993
Sven-Tore Jacobsen var landstræner i ti år, fra 1984 til 1993. Holdet kvalificerede sig til VM i 1986, hvor de sensationelt vandt en bronzemedalje og de vandt OL-sølv ved Sommer-OL 1988 i Seoul og 1992 i Barcelona. Pressedækningen og populariteten af kvindelig håndbold i Norge steg markant i denne periode.

### Marit Breiviks succesperiode i 1994 til 2009
Den tidligere landsholdspiller Marit Breivik trænede holdet fra 1994 til 2009. I løbet af hendes periode som landstræner vandt holdet seks guldmedaljer i internationale mesterskaber. Deres præstationer omfattede de første guldmedaljer ved VM i 1999, fire guldmedaljer ved de EM-slutrunder fra 1998 til 2008 og OL-guld ved Sommer-OL 2008 i Beijing. Deres spillestrategi omfattede et stærkt 6-0 forsvar og hyppige hurtige pauser i angrebet.

#### Sommer-OL i Beijing 2008
Norge havde kvalificeret sig til Sommer-OL 2008 i Beijing, efter at have vundet EM i 2006. Forberedelserne til OL i Beijing startede måneder før turneringens begyndelse, men den endelige trup blev først afgjort i de sidste uger. Flere spillere, der havde trænet med holdet indtil dette tidspunkt, blev bænket som reserver. Det var blandt andet spillerne Isabel Blanco og Terese Pedersen. Der var ingen slutrundedebutanter i Marit Breiviks endelige trup, men veteranen Tonje Larsen gjorde comeback til holdet, efter fem års pause fra landsholdet. Stjernen Gro Hammerseng fastholdt sin sædvanlige rolle som landsholdsanfører, hvor Else-Marthe Sørlie Lybekk og Gøril Snorroeggen var de to viceanførere.
Turneringen for det norske hold startede den 9. august mod værtslandet Kina. De besejrede kineserne 30–26 og vandt derefter komfortabelt igen mod Angola (31–17), Kasakhstan (35–19) og Frankrig (34–24). Til slut mødtes de mod Rumænien den 17. august, hvor nordmændene igen vandt knebent 24–23. Under opvarmningen inden kampen, pådrog Katja Nyberg sig en knæskade, der forhindrede hende i at spille kvartfinalen mod Sverige. Norge besejrede dog stadig det svenske hold 31-24 og gik komfortabelt videre til semifinalen.
Semifinalekampen blev spillet den 21. august. Modstanderen var de tidligere olympiske- og verdensmestre fra Sydkorea, der viste sig at være den absolutte sværeste modstander i turneringen indtil. Efter 58 minutters spil førte Norge 28–25, men på mindre end to minutter formåede sydkoreanerne at score tre mål i træk og udlignede til uafgjort 28-28, med blot to sekunder tilbage. Til trods, nåede målvogter Katrine Lunde Haraldsen at starte et hurtigt angreb med en aflevering til Karoline Dyhre Breivang, der sendte bolden videre til Hammerseng, der udlignede i allersidste sekund. Målet blev valideret af dommerne, sydkoreanerne protesterede og nordmændene undlod at fejre, indtil IHF-delegationen endelig bekræftede beslutningen.
Finalekampen blev spillet den 23. august og var en gentagelse af VM i 2007, mod Rusland. Den norske sejr var allerede sikret efter første halvleg. Holdet førte allerede med 10 mål efter 14 minutter spillet, og Jevgenij Trefilovs hold formåede aldrig at sænke komme rigtig tæt på, andet end fem mål. Kampen endte 34–27 til Norge. Linn-Kristin Riegelhuth blev, finalekampens topscorer med ni mål på ti skud.

#### EM i Makedonien 2008
Efter de olympiske Lege stødte landstræner Breivik, på udfordringer ved EM i 2008: Stjernestregspilleren Lybekk stoppede på landsholdet, Snorroeggen var ved at komme sig over en skulderskade og både Gro Hammerseng og Katja Nyberg ville ikke deltage ved slutrunden.
Således blev der dannet en ny trup. Tre spillere fik slutrundedebut: Heidi Løke (stregspiller) og Tine Rustad Kristiansen (playmaker) fra Larvik HK, og Camilla Herrem (venstre fløj) fra Byåsen HE. Grundet fraværene fra ovenstående spillere, blev Kristine Lunde udnævnt til ny landsholdsanfører med Marit Malm Frafjord og Karoline Dyhre Breivang som viceanførere.
Norge var dog fortsat storfavorit til at vinde den EM-turnering, især efter at have vundet GF World Cup 2008 og Møbelringen Cup 2008. Dog tabte det norske hold overraskende til Spanien, i den første gruppekamp den 3. december. Efter den første skuffelse lykkedes det dem dog at kvalificerer sig videre gennem det indledende gruppespil og efterfølgende mellemrunden, uden nederlag.
Semifinalekampen blev spillet den 13. december mod Rusland. En revanche for russerne, efter OL-finalenederlaget bare 4 måneder efter. Det slog dog ikke nordmændene ud og igen vandt de komfortabelt 24–18. Den 14. december ventede turneringens store overraskelse fra Spanien, i finalekampen. Efter en lige første halvleg var stillingen 13–12 til Norge. I løbet af anden halvleg øgede Norge føringen til en samlet score på 34–21.
EM-slutrunden var den bare tredje EM-guld i træk for Norge, og landsholdets fjerde internationale titel. Linn-Kristin Riegelhuth blev turneringens topscorer med 51 mål, og fire norske spillere var med på det officielle All-Star hold: Riegelhuth som højre fløj, Katrine Lunde Haraldsen som målvogter, Tonje Larsen som venstre back og Kristine Lunde som playmaker. Lunde blev også kåret som turneringens bedste spiller.

### Thorir Hergeirssons periode 2009–
I 2009 tog assistenttræneren, islandske Thorir Hergeirsson, over som landstræner. Som det første resulterede det i en bronzemedalje ved VM 2009 i Kina. Et år senere, i EM 2010, hvor holdet vandt sin 5. EM-titel og ved VM 2011 i Brasilien sit andet verdensmesterskab.
I august 2012, forsvarede holdet sit olympiske guld i Beijing ved at slå Montenegro 26-23, i finalen ved Sommer-OL 2012 i London. Stjernen Kari Mette Johansen, stoppede hendes karriere efter OL-turneringen. Ved EM-slutrunden samme år i Serbien, mødtes de to hold igen. Denne gang slog Montenegro nordmændene i finalen og lavede landets første og største resultat for kvindelandsholdet. EM-slutrunden blev en stor skuffelse for nordmændene og tabte overraskende i VM-kvartfinalen mod Serbien året efter. De blev samlet nummer 5 ved VM 2013 i Serbien.
Dog genrejste holdet sig ved EM 2014 i Ungarn/Kroatien, hvor de gik næsten ubesejret igennem turneringen (med undtagelse af Ungarn-kampen der endte 25–29). Holdet mødte igen Spanien i EM-finalen, hvor der til slut ikke var den store spænding om udfaldet af kampen. Norge vandt med cifrene 28-25 og sikrede sig sin sjette EM-titel. Året efter generobrede de VM-trofæet ved VM i Danmark 2015. De besejrede Holland i finalen med en storsejr på cifrene 31–23.
Sidenhen vandt de bronze ved Sommer-OL 2016 i Rio de Janeiro, efter at have tabt til Rusland i semifinalen efter forlænget spilletid. De forsvarede igen EM-trofæet, ved EM i Sverige 2016 og vandt dermed deres syvende EM-titel. Holdet vandt en sølvmedalje ved VM 2017 i Tyskland, hvor de blev besejret af Frankrig i finalen. EM i Frankrig 2018 blev holdet overraskende nummer 5 og året efter nummer 4 ved VM 2019 i Japan. Til trods gik de ubesejret igennem EM-turneringen i 2020 og genrejste sig igen som en af verdens bedste kvindehåndboldlandshold.
De genvandt OL-bronzen ved Sommer-OL 2020 i Tokyo, efter bronzesejr over Sverige med cifrene 36-19. Få måneder efter genvandt nordmændene ligeledes VM-trofæet, efter seks års fravær. Det var ved VM i kvindehåndbold 2021 i Spanien, hvor nordmændene slog Frankrig i finalen, med cifrene 29-22. Holdet gik ubesejret igennem slutrunden og vandt blandt andet med flere bemærkelsesværdige resultater, som mellemrundekampen mod Puerto Rico med 43-7 og 41-9 over Iran. Kari Brattset Dale blev kåret til VM-turneringens bedste spiller, mens Nora Mørk og Henny Reistad også var på det officielle All-Star hold.

## Resultater

### Medaljeoversigt
| Turnering           | 1  | 2  | 3 | Total |
| ------------------- | -- | -- | - | ----- |
| Verdensmesterskabet | 4  | 5  | 3 | 12    |
| Europamesterskabet  | 8  | 3  | 1 | 12    |
| Sommer-OL           | 3  | 2  | 3 | 8     |
| Total               | 15 | 10 | 7 | 32    |

### Olympiske Lege
- 1976: Kvalificerede sig ikke
- 1980: Kvalificerede sig ikke
- 1984: Kvalificerede sig ikke
- 1988:[25]  Sølv
- 1992:[26]  Sølv
- 1996:[27] 4.-plads
- 2000:[28]  Bronze
- 2004: Kvalificerede sig ikke
- 2008:  Guld
- 2012:  Guld
- 2016:  Bronze
- 2020:  Bronze
- 2024:  Guld

### Verdensmesterskabet
- 1957: Ikke kvalificeret
- 1962: Ikke kvalificeret
- 1965: Ikke kvalificeret
- 1971: 7.- plads
- 1973: 8.- plads
- 1975: 8.- plads
- 1978: ikke kvalificeret
- 1982: 7.- plads
- 1986:  Bronze
- 1990: 6. Plads
- 1993:  Bronze
- 1995: 4. Plads
- 1997:  Sølv
- 1999:  Guld
- 2001:  Sølv
- 2003: 6.- plads
- 2005: 9.- plads
- 2007:  Sølv
- 2009:  Bronze
- 2011:  Guld
- 2013: 5.- plads
- 2015:  Guld
- 2017:  Sølv
- 2019: 4.-plads
- 2021:  Guld
- 2023:  Sølv

### Europamesterskabet
- 1994:  Bronze
- 1996:  Sølv
- 1998:  Guld
- 2000: 6. Plads
- 2002:  Sølv
- 2004:  Guld
- 2006:  Guld
- 2008:  Guld
- 2010:  Guld
- 2012:  Sølv
- 2014:  Guld
- 2016:  Guld
- 2018: 5.-plads
- 2020:  Guld
- 2022:  Guld
- 2024:  Guld

### Andre turneringers
- GF World Cup 2005:  Guld[29]
- GF World Cup 2007:  Bronze
- GF World Cup 2008:  Guld
- GF World Cup 2009:  Sølv[30]
- GF World Cup 2010:  Sølv
- Møbelringen Cup 2001:  Sølv
- Møbelringen Cup 2002:  Sølv
- Møbelringen Cup 2003:  Guld
- Møbelringen Cup 2004:  Guld
- Møbelringen Cup 2005:  Bronze[31]
- Møbelringen Cup 2006:  Guld
- Møbelringen Cup 2007:  Guld
- Møbelringen Cup 2008:  Guld
- Møbelringen Cup 2009:  Guld[32]
- Møbelringen Cup 2010:  Guld
- Møbelringen Cup 2011:  Guld
- Møbelringen Cup 2012:  Bronze
- Møbelringen Cup 2013:  Guld
- Møbelringen Cup 2014:  Sølv
- Møbelringen Cup 2015:  Sølv
- Møbelringen Cup 2016:  Guld
- Møbelringen Cup 2017:  Guld
- Møbelringen Cup 2018:  Guld
- Intersport Cup 2019:  Guld
- Intersport Cup 2021:  Guld

## Nuværende spillertrup
Den officielle norske spillertrup til EM i håndbold 2024 i Østrig/Ungarn/Schweiz.
| Nr. | Navn                   | Position     | Alder                     | Kampe | Mål | Klub                |
| --- | ---------------------- | ------------ | ------------------------- | ----- | --- | ------------------- |
| 5   | Anniken Obaidli        | Venstre back | 22. juni 1995 (30 år)     | 10    | 10  | Storhamar HE        |
| 6   | Maren Nyland Aardahl   | Stregspiller | 2. marts 1994 (31 år)     | 66    | 110 | Odense Håndbold     |
| 7   | Stine Skogrand         | Højre back   | 9. marts 1993 (32 år)     | 159   | 308 | Ikast Håndbold      |
| 12  | Silje Solberg          | Målvogter    | 16. juni 1990 (35 år)     | 219   | 9   | Vipers Kristiansand |
| 13  | Kari Brattset Dale     | Stregspiller | 15. februar 1991 (34 år)  | 137   | 364 | Győri ETO KC        |
| 14  | Kristine Breistøl      | Venstre back | 23. august 1993 (31 år)   | 94    | 148 | Győri ETO KC        |
| 16  | Katrine Lunde          | Målvogter    | 30. marts 1980 (45 år)    | 365   | 3   | Vipers Kristiansand |
| 20  | Marit Røsberg Jacobsen | Højre fløj   | 25. februar 1994 (31 år)  | 118   | 205 | Team Esbjerg        |
| 23  | Camilla Herrem         | Venstre fløj | 8. oktober 1986 (38 år)   | 323   | 922 | Sola HK             |
| 24  | Sanna Solberg-Isaksen  | Venstre fløj | 16. juni 1990 (35 år)     | 218   | 421 | Team Esbjerg        |
| 25  | Henny Reistad          | Playmaker    | 9. februar 1999 (26 år)   | 95    | 404 | Team Esbjerg        |
| 26  | Emilie Hovden          | Højre fløj   | 5. april 1996 (29 år)     | 45    | 91  | Győri ETO KC        |
| 33  | Thale Rushfeldt Deila  | Venstre back | 15. januar 2000 (25 år)   | 52    | 101 | Odense Håndbold     |
| 34  | Live Rushfeldt Deila   | Playmaker    | 15. januar 2000 (25 år)   | 9     | 13  | Team Esbjerg        |
| 40  | Eli Marie Raasok       | Målvogter    | 21. november 1996 (28 år) | 9     | 0   | Storhamar HE        |
| 46  | Ane Høgseth            | Stregspiller | 15. januar 2001 (24 år)   | 20    | 8   | Storhamar HE        |

### Trænerteam
| Pos.            | Navn              |
| --------------- | ----------------- |
| Cheftræner      | Þórir Hergeirsson |
| Assistenttræner | Tonje Larsen      |
| Målvogtertræner | Mats Olsson       |

## Tidligere hold
VM 1971 (7. plads)
Liv Bjørk, Siri Keul, Sissel Buchholdt, Bjørg Andersen, Eldbjørg Willassen, Karen Fladset, Astri Knudsen Bech, Sigrid Halvorsen, Astrid Skei Høsøien, Unni Anisdahl, Inger-Johanne Tveter, Lille Storberg, Anne Hilmersen, Berit Moen Johansen.
VM 1973 (8. plads)
Liv Bjørk, Siri Keul, Sissel Buchholdt, Bjørg Andersen, Karen Fladset, Kari Aagaard, Astri Knudsen Bech, Sigrid Halvorsen, Unni Anisdahl, Inger-Johanne Tveter, Grethe Tønnesen, Hjørdis Høsøien, Wenche Wensberg, Svanhild Sponberg.
VM 1975 (8. plads)
Liv Bjørk, Siri Keul, Sissel Buchholdt, Marit Breivik, Bjørg Andersen, Kari Aagaard, Astri Knudsen Bech, Unni Anisdahl, Anne Aanestad Winter, Turid Sannes, Hjørdis Høsøien, Wenche Wensberg, Randi Elisabeth Dyrdal, Lisabeth H. Muhrer.
Træner: Frode Kyvåg
VM 1982 (7. plads)
Liv Bjørk, Linn Siri Jensen, Turid Smedsgård, Heidi Sundal, Hanne Hegh, Sissel Buchholdt, Britt Johansen, Kristin Midthun, Marit Breivik, Ingunn Thomassen Berg, Kristin Glosimot Kjeldsberg, Wenche Halvorsen Stensrud, Åse Nygård Pedersen, Ingunn Rise Kirkeby, Susanne Hannestad.
Træner: Karen Fladset
VM 1986 (Bronze)
Kristin Midthun, Heidi Sundal, Trine Haltvik, Ingrid Steen, Åse Birkrem, Cathrine Svendsen, Hanne Hegh (kaptajn), Hanne Hogness, Anne Migliosi, Kristin Eide, Karin Pettersen, Karin Singstad, Unni Birkrem, Linn-Siri Jensen, Kjerstin Andersen.
Træner: Sven-Tore Jacobsen
Sommer-OL 1988 (Sølv)
Annette Skotvoll, Berit Digre, Cathrine Svendsen, Hanne Hegh (kaptajn), Hanne Hogness, Heidi Sundal, Karin Singstad, Ingrid Steen, Karin Pettersen, Kjerstin Andersen, Kristin Midthun, Susann Goksør, Marte Eliasson, Trine Haltvik, Vibeke Johnsen.
Træner: Sven-Tore Jacobsen
VM 1990 (6. plads)
Kjerstin Andersen, Annette Skotvoll, Reidun Gunnarson, Susann Goksør Kjersti Grini, Trine Haltvik, Hanne Hegh (kaptajn), Hanne Hogness, Marte Eliasson, Kristin Cecilie Karlsen, Cathrine Svendsen, Tonje Sagstuen, Karin Pettersen, Tone Anne Alvestad Seland
Træner: Sven-Tore Jacobsen
Sommer-OL 1992 (Sølv)
Annette Skotvoll, Cathrine Svendsen, Hanne Hogness (kaptajn), Hege Frøseth, Heidi Sundal, Heidi Tjugum, Henriette Henriksen, Ingrid Steen, Karin Pettersen, Kristine Duvholt, Mona Dahle, Siri Eftedal, Susann Goksør, Tonje Sagstuen.
Træner: Sven-Tore Jacobsen
VM 1993 (Bronze)
Cecilie Leganger, Anette Skottvoll, Hege Frøseth, Susann Goksør (kaptajn), Siri Eftedal, Connie Mathisen, Mette Davidsen, Mona Dahle, Marte Eliasson, Kristine Duvholt, Karin Pettersen, Heidi Sundal, Hege Kristine Kvitsand, Tonje Sagstuen, Cathrine Svendsen.
Træner: Sven-Tore Jacobsen
EM 1994 (Bronze)
Cecilie Leganger, Annette Skotvoll, Monica Løken, Tonje Larsen, Kjersti Grini, Tonje Sagstuen, Susann Goksør (Kaptajn), Kristine Moldestad, Kristine Duvholt, Marte Eliasson, Kari Solem, Hege Kristine Kvitsand, Mona Dahle, Ingrid Steen, Siri Eftedal
Træner: Marit Breivik
VM 1995 (4. plads)
Heidi Tjugum, Cecilie Leganger, Annette Skotvoll, Susann Goksør (Kaptajn), Mette Davidsen, Kjersti Grini, Ann Cathrin Eriksen, Mona Dahle, Tonje Sagstuen, Tonje Larsen, Hege Kristin Kvitsand, Cathrine Svendsen, Kristine Moldestad
Træner: Marit Breivik
Sommer-OL 1996 (4. plads)
Ann Cathrin Eriksen, Annette Skotvoll, Hege Kvitsand, Heidi Tjugum, Hilde Østbø, Kari Solem, Kjersti Grini, Kristine Duvholt, Kristine Moldestad, Mette Davidsen, Mona Dahle, Sahra Hausmann, Susann Goksør (Kaptajn), Tonje Larsen, Trine Haltvik.
Træner: Marit Breivik
VM 1996 (Sølv)
Heidi Tjugum, Jeanette Nilsen, Annette Skotvoll, Tonje Larsen, Kjersti Grini, Sarah Hausmann, Susann Goksør (Kaptajn), Kari Solem, Monica Vik Hansen, Trine Haltvik, Kristine Moldestad, Mette Davidsen, Janne Tuven, Ellen Thomsen, Silje Bolseth.
Træner: Marit Breivik
VM 1997 (Sølv)
Heidi Tjugum, Jeanette Nilsen, Lise Kristiansen, Tonje Sagstuen, Susann Goksør Bjerkrheim (Kaptajn), Trine Haltvik, Mette Davidsen, Sara Hausmann, Tonje Larsen, Janne Tuven, Anette Tveter, Kari Solem, Sarah Hausmann, Monica Vik Hansen, Ellen Thomsen.
Træner: Marit Breivik
EM 1998 (Guld)
Ann Cathrin Eriksen, Camilla Carstens, Cecilie Leganger, Elisabeth Hilmo, Elise Margrete Alsand, Else-Marthe Sørlie Lybekk, Heidi Tjugum, Janne Tuven, Jeanette Nilsen, Kjersti Grini (kaptajn), Mette Davidsen, Mia Hundvin, Sahra Hausmann, Siv Heim Sæbøe, Tonje Larsen, Trine Haltvik.
Træner: Marit Breivik
VM 1999 (Guld)
Ann Cathrin Eriksen, Birgitte Sættem, Cecilie Leganger, Elisabeth Hilmo, Else-Marthe Sørlie Lybekk, Heidi Tjugum, Jeanette Nilsen, Kjersti Grini, Kristine Duvholt, Marianne Rokne, Mette Davidsen, Mia Hundvin, Sahra Hausmann, Susann Goksør Bjerkrheim (Kaptajn), Tonje Larsen, Trine Haltvik.
Træner: Marit Breivik
Sommer-OL 2000 (Bronze)
Ann Cathrin Eriksen, Birgitte Sættem, Cecilie Leganger, Elisabeth Hilmo, Else-Marthe Sørlie Lybekk, Heidi Tjugum, Jeanette Nilsen, Kjersti Grini, Kristine Duvholt, Marianne Rokne, Mia Hundvin, Monica Sandve, Susann Goksør Bjerkrheim (Kaptajn), Tonje Larsen, Trine Haltvik.
Træner: Marit Breivik
EM 2000 (6. plads)
Birgitte Sættem, Camilla Carstens, Camilla Thorsen, Cecilie Thorsteinsen, Elisabeth Hilmo, Else-Marthe Sørlie Lybekk (kaptajn), Gro Hammerseng, Hege Christin Vikebø, Hege Johansen, Jeanette Nilsen, Kristine Duvholt, Marianne Rokne, Mimi Kopperud Slevigen, Monica Sandve, Vigdis Hårsaker.
Træner: Marit Breivik
VM 2001 (Sølv)
Cecilie Leganger, Mimi Kopperud Sleivigen, Heidi Halvorsen, Kjersti Grini (Kaptajn), Gro Hammerseng, Kristine Duvholt, Janne Tuven, Marianne Rokne, Else-Marthe Sørlie Lybekk, Elisabeth Hilmo, Monica Sandve, Vigdis Hårsaker, Kristine Lunde, Unni Nyhamar Hinkel, Hanne Halèn.
Træner: Marit Breivik
EM 2002 (Sølv)
Anette Hovind Johansen, Birgitte Sættem, Elisabeth Hilmo, Else-Marthe Sørlie Lybekk (Kaptajn), Gro Hammerseng, Heidi Tjugum Mørk, Janne Tuven, Kari-Anne Henriksen, Katja Nyberg, Katrine Lunde, Lina Olsson Rosenberg, Mia Hundvin, Mimi Kopperud Slevigen, Monica Sandve, Tonje Larsen, Vigdis Hårsaker.
Træner: Marit Breivik
VM 2003 (6. plads)
Heidi Tjugum, Cecilie Leganger, Katrine Lunde, Gro Hammerseng (Kaptajn), Unni Nyhamar Hinkel, Elisabeth Hilmo, Vigdis Hårsaker, Berit Hynne, Anette Hovind Johansen, Tonje Larsen, Kristine Lunde, Else-Marthe Sørlie Lybekk, Katja Nyberg, Linn-Kristin Riegelhuth, Monica Sandve, Ragnhild Aamodt.
Træner: Marit Breivik
EM 2004 (Guld)
Camilla Thorsen, Elisabeth Hilmo, Else-Marthe Sørlie Lybekk, Gro Hammerseng (Kaptajn), Gøril Snorroeggen, Isabel Blanco, Kari Mette Johansen, Karoline Dyhre Breivang, Katja Nyberg, Katrine Lunde, Kjersti Beck, Kristine Lunde, Linn-Kristin Riegelhuth, Ragnhild Aamodt, Randi Gustad, Terese Pedersen, Vigdis Hårsaker.
Træner: Marit Breivik
VM 2005 (9. plads)
Anette Hovind Johansen, Camilla Thorsen, Elisabeth Hilmo (Kaptajn), Isabel Blanco, Kari Mette Johansen, Karoline Dyhre Breivang, Katrine Lunde, Kjersti Beck, Kristine Lunde, Linn Jørum Sulland, Marianne Rokne, Ragnhild Aamodt, Randi Gustad, Terese Pedersen, Tonje Nøstvold.
Træner: Marit Breivik
EM 2006 (Guld)
Anette Hovind Johansen, Anne Kjersti Suvdal, Else-Marthe Sørlie Lybekk, Gro Hammerseng (Kaptajn), Gøril Snorroeggen, Kari Aalvik Grimsbø, Kari Mette Johansen, Karoline Dyhre Breivang, Katja Nyberg, Katrine Lunde, Kristine Lunde, Linn-Kristin Riegelhuth, Marianne Rokne, Marit Malm Frafjord, Ragnhild Aamodt, Terese Pedersen, Tonje Nøstvold.
Træner: Marit Breivik
VM 2007 (Sølv)
Anette Hovind Johansen, Else-Marthe Sørlie Lybekk, Gro Hammerseng (Kaptajn), Gøril Snorroeggen, Kari Aalvik Grimsbø, Kari Mette Johansen, Karoline Dyhre Breivang, Katja Nyberg, Katrine Lunde Haraldsen, Linn Jørum Sulland, Linn-Kristin Riegelhuth, Marit Malm Frafjord, Ragnhild Aamodt, Terese Pedersen, Tonje Nøstvold, Vigdis Hårsaker.
Træner: Marit Breivik
Sommer-OL 2008 (Guld)
Else-Marthe Sørlie Lybekk, Gro Hammerseng (Kaptajn), Gøril Snorroeggen, Kari Aalvik Grimsbø, Kari Mette Johansen, Karoline Dyhre Breivang, Katja Nyberg, Katrine Lunde Haraldsen, Kristine Lunde, Linn-Kristin Riegelhuth, Marit Malm Frafjord, Ragnhild Aamodt, Tonje Larsen, Tonje Nøstvold.
Træner: Marit Breivik
EM 2008 (Guld)
Camilla Herrem, Heidi Løke, Isabel Blanco, Kari Aalvik Grimsbø, Kari Mette Johansen, Karoline Dyhre Breivang, Katrine Lunde Haraldsen, Kristine Lunde (Kaptajn), Linn Jørum Sulland, Linn-Kristin Riegelhuth, Marit Malm Frafjord, Ragnhild Aamodt, Terese Pedersen, Tine Rustad Kristiansen, Tonje Larsen, Tonje Nøstvold.
Træner: Marit Breivik
VM 2009 (Bronze)
Kari Aalvik Grimsbø, Renate Urne, Ida Alstad, Heidi Løke, Tonje Nøstvold, Karoline Dyhre Breivang, Katrine Lunde Haraldsen, Kristine Lunde-Borgersen (Kaptajn), Kari Mette Johansen, Terese Pedersen, Marit Malm Frafjord, Tonje Larsen, Linn-Kristin Riegelhuth, Tine Stange, Anja Edin, Camilla Herrem.
Træner: Thorir Hergeirsson
EM 2010 (Guld)
Kari Aalvik Grimsbø, Mari Molid, Nora Mørk, Ida Alstad, Heidi Løke, Tonje Nøstvold, Karoline Dyhre Breivang, Gro Hammerseng (Kaptajn), Kari Mette Johansen, Marit Malm Frafjord, Tonje Larsen, Katrine Lunde Haraldsen, Linn Jørum Sulland, Linn-Kristin Riegelhuth, Stine Bredal Oftedal, Tine Stange, Camilla Herrem.
Træner: Thorir Hergeirsson
VM 2011 (Guld)
Kari Aalvik Grimsbø, Mari Molid, Stine Bredal Oftedal, Ida Alstad, Heidi Løke, Tonje Nøstvold, Karoline Dyhre Breivang, Kristine Lunde-Borgersen, Kari Mette Johansen, Marit Malm Frafjord (Kaptajn), Gøril Snorroeggen, Katrine Lunde Haraldsen, Linn Jørum Sulland, Linn-Kristin Riegelhuth Koren, Amanda Kurtović, Camilla Herrem.
Træner: Thorir Hergeirsson
Sommer-OL 2012 (Guld)
Kari Aalvik Grimsbø, Ida Alstad, Heidi Løke, Tonje Nøstvold, Karoline Dyhre Breivang, Kristine Lunde-Borgersen, Kari Mette Johansen, Marit Malm Frafjord (Kaptajn), Gøril Snorroeggen, Katrine Lunde Haraldsen, Linn Jørum Sulland, Linn-Kristin Riegelhuth Koren, Amanda Kurtović, Camilla Herrem.
Træner: Thorir Hergeirsson
EM 2012 (Sølv)
Karoline Næss, Stine Bredal Oftedal, Ida Alstad, Heidi Løke, Karoline Dyhre Breivang, Kristine Lunde-Borgersen, Anja Edin, Silje Solberg, Marit Malm Frafjord (Kaptajn), Ida Bjørndalen, Katrine Lunde Haraldsen, Linn Jørum Sulland, Linn-Kristin Riegelhuth Koren, Linn Gossé, Maja Jakobsen, Camilla Herrem.
Træner: Thorir Hergeirsson
VM 2013 (5. plads)
Mari Molid, Stine Bredal Oftedal, Ida Alstad, Heidi Løke, Tonje Nøstvold, Karoline Dyhre Breivang (Kaptajn), Isabel Blanco, Anja Hammerseng-Edin, Silje Solberg, Linn Jørum Sulland, Katrine Lunde, Veronica Kristiansen, Linn-Kristin Riegelhuth Koren, Nora Mørk, Camilla Herrem, Sanna Solberg.
Træner: Thorir Hergeirsson
EM 2014 (Guld)
Kari Aalvik Grimsbø, Betina Riegelhuth, Emilie Hegh Arntzen, Veronica Kristiansen, Ida Alstad, Heidi Løke, Karoline Dyhre Breivang, Nora Mørk, Stine Bredal Oftedal (Kaptajn), Silje Solberg, Ida Bjørndalen Karlsson, Emily Stang Sando, Linn-Kristin Riegelhuth Koren, Maja Jakobsen, Camilla Herrem, Sanna Solberg, Pernille Wibe.
Træner: Thorir Hergeirsson
VM 2015 (Guld)
Kari Aalvik Grimsbø, Mari Molid, Veronica Kristiansen, Ida Alstad, Heidi Løke, Stine Skogrand, Vilde Ingstad, Nora Mørk, Stine Bredal Oftedal (Kaptajn), Silje Solberg, Linn Jørum Sulland, Pernille Wibe, Betina Riegelhuth, Amanda Kurtović, Camilla Herrem, Sanna Solberg, Marta Tomac.
Træner: Thorir Hergeirsson
Sommer-OL 2016 (Bronze)
Kari Aalvik Grimsbø, Mari Molid, Emilie Hegh Arntzen, Veronica Kristiansen, Ida Alstad, Heidi Løke, Nora Mørk, Stine Bredal Oftedal (Kaptajn), Marit Malm Frafjord, Katrine Lunde, Linn-Kristin Riegelhuth Koren, Amanda Kurtović, Camilla Herrem, Sanna Solberg.
Træner: Thorir Hergeirsson
EM 2016 (Guld)
Kari Aalvik Grimsbø, Emilie Hegh Arntzen, Veronica Kristiansen, Stine Skogrand, Vilde Ingstad, Nora Mørk, Stine Bredal Oftedal Anfører, Malin Aune, Silje Solberg, Marit Malm Frafjord, Silje Waade, Kjerstin Boge Solås, Amanda Kurtović, Camilla Herrem, Sanna Solberg, Marta Tomac.
Træner: Thorir Hergeirsson
VM 2017 (Sølv)
Kari Aalvik Grimsbø, Emilie Hegh Arntzen, Veronica Kristiansen, Heidi Løke, Stine Skogrand, Vilde Ingstad, Nora Mørk, Stine Bredal Oftedal Anfører, Silje Solberg, Kari Brattset, Katrine Lunde, Helene Gigstad Fauske, Emilie Christensen, Amanda Kurtović, Camilla Herrem, Sanna Solberg, Marit Røsberg Jacobsen.
Træner: Thorir Hergeirsson
EM 2018 (5. plads)
Henny Reistad, Emilie Hegh Arntzen, Veronica Kristiansen, Heidi Løke, Silje Waade, Malin Aune, Vilde Ingstad, Stine Bredal Oftedal Anfører, Silje Solberg, Kari Brattset, Linn Jørum Sulland, Katrine Lunde, Camilla Herrem, Sanna Solberg, Thea Mørk, Marta Tomac, Marit Røsberg Jacobsen.
Træner: Thorir Hergeirsson
place)
EM 2019 (4. plads)
Emilie Hegh Arntzen, Heidi Løke, Stine Skogrand, Silje Waade, Stine Bredal Oftedal Anfører, Malin Aune, Silje Solberg, Kari Brattset Dale, Andrea Austmo Pedersen, Helene Gigstad Fauske, Moa Högdahl, Marit Røsberg Jacobsen, Ingvild Bakkerud, Camilla Herrem, Sanna Solberg-Isaksen, Kristine Breistøl, Marta Tomac.
Træner: Thorir Hergeirsson
EM 2020 (Guld)
Emily Stang Sando, Henny Reistad, Emilie Hegh Arntzen, Veronica Kristiansen, Marit Malm Frafjord, Heidi Løke, Stine Skogrand, Nora Mørk, Stine Bredal Oftedal Anfører, Malin Aune, Silje Solberg, Kari Brattset Dale, Katrine Lunde, Marit Røsberg Jacobsen, Camilla Herrem, Sanna Solberg-Isaksen, Kristine Breistøl, Marta Tomac, Rikke Marie Granlund.
Træner: Thorir Hergeirsson
Sommer-OL 2020 (Bronze)
Henny Reistad, Veronica Kristiansen, Marit Malm Frafjord, Stine Skogrand, Nora Mørk, Stine Bredal Oftedal Anfører, Silje Solberg, Kari Brattset Dale, Katrine Lunde, Marit Røsberg Jacobsen, Camilla Herrem, Sanna Solberg-Isaksen, Kristine Breistøl, Marta Tomac, Vilde Johansen.
Træner: Thorir Hergeirsson
VM 2021 (Guld)
Henny Reistad, Emilie Hegh Arntzen, Veronica Kristiansen, Nora Mørk, Stine Bredal Oftedal, Malin Aune, Silje Solberg, Kari Brattset Dale, Vilde Ingstad, Katrine Lunde, Moa Högdahl, Marit Røsberg Jacobsen, Camilla Herrem, Sanna Solberg-Isaksen, Kristine Breistøl, Emilie Hovden, Rikke Marie Granlund, Maren Aardahl.
Træner: Thorir Hergeirsson
EM 2022 (Guld)
Marie Davidsen, Emilie Hegh Arntzen, Ragnhild Valle Dahl, Maren Nyland Aardahl, Stine Skogrand, Nora Mørk, Stine Bredal Oftedal, Malin Aune, Silje Solberg-Østhassel, Kristine Breistøl, Vilde Ingstad, Katrine Lunde, Kristina Novak, Henny Reistad, Emilie Hovden, Sunniva Næs Andersen, Anniken Wollik, Thale Rushfeldt Deila, Ane Høgseth.
Træner: Thorir Hergeirsson

### Landsholdets trænere
- Frode Kyvåg (1974–1978)[43]
- Otto Th. Pedersen (1978–1982)[44][45]
- Karen Fladset (1982–1984)[46]
- Sven-Tore Jacobsen (1984–1993)[47]
- Marit Breivik (1994–2009)[48]
- Thorir Hergeirsson (2009–)[49][50]

## Rekorder
Spiller stadigvæk på holdet
| #  | Spiller                       | Kampe | Mål |
| -- | ----------------------------- | ----- | --- |
| 1  | Katrine Lunde                 | 343   | 3   |
| 2  | Karoline Dyhre Breivang       | 305   | 475 |
| 3  | Susann Goksør Bjerkrheim      | 296   | 844 |
| 4  | Camilla Herrem                | 291   | 829 |
| 5  | Linn-Kristin Riegelhuth Koren | 279   | 971 |
| 6  | Heidi Sundal                  | 269   | 731 |
| 7  | Tonje Larsen                  | 264   | 567 |
| 8  | Annette Skotvoll              | 250   | 2   |
| 9  | Karin Pettersen Ryen          | 243   | 544 |
| 10 | Trine Haltvik                 | 241   | 834 |

| #  | Spiller                       | Mål  | Kampe | Gennemsnit |
| -- | ----------------------------- | ---- | ----- | ---------- |
| 1  | Kjersti Grini                 | 1003 | 201   | 4.99       |
| 2  | Linn-Kristin Riegelhuth Koren | 971  | 279   | 3.48       |
| 3  | Cathrine Roll-Matthiesen      | 921  | 234   | 3.93       |
| 4  | Susann Goksør Bjerkrheim      | 844  | 296   | 2.85       |
| 5  | Nora Mørk                     | 837  | 170   | 4.92       |
| 6  | Trine Haltvik                 | 834  | 241   | 3.46       |
| 7  | Camilla Herrem                | 829  | 291   | 2.85       |
| 8  | Heidi Løke                    | 801  | 226   | 3.54       |
| 9  | Heidi Sundal                  | 731  | 269   | 2.77       |
| 10 | Gro Hammerseng-Edin           | 631  | 167   | 3.77       |

### Mest vindende spiller
Spillere med flest vundne medaljer med landsholdet.
| #  | Spiller                       | Medaljer | VM | EM | OL |
| -- | ----------------------------- | -------- | -- | -- | -- |
| 1  | Katrine Lunde                 | 17       | 5  | 8  | 4  |
| 2  | Kari Aalvik Grimsbø           | 13       | 5  | 5  | 3  |
| 3  | Camilla Herrem                | 14       | 5  | 6  | 3  |
| 4  | Marit Malm Frafjord           | 13       | 3  | 6  | 4  |
| 5  | Stine Bredal Oftedal          | 12       | 4  | 6  | 2  |
| 6  | Linn-Kristin Riegelhuth Koren | 12       | 3  | 6  | 3  |
| 7  | Heidi Løke                    | 11       | 4  | 5  | 2  |
| 8  | Tonje Larsen                  | 11       | 3  | 6  | 2  |
| 9  | Karoline Dyhre Breivang       | 11       | 3  | 6  | 2  |
| 10 | Nora Mørk                     | 10       | 3  | 5  | 2  |

Sidst opdateret: 19. december 2022.